# イジドール・ピルス
イジドール・ピルス（Isidore Pils、1813年7月19日（1815年11月7日とも）- 1875年9月3日）は、19世紀のフランスの画家。

## 略歴
パリで軍人の息子に生まれた。早くから絵の才能を示し、1826年頃から「新古典派」の画家、ギヨーム・ギヨン＝ルティエール(Guillaume Guillon-Lethière:1760-1832)の工房で学び、フランソワ＝エドゥアール・ピコ(1786-1868)にも学んだ。
1838年にローマ賞を受賞し、在ローマ・フランス・アカデミーに留学し、校長であった、ドミニク・アングル(1780-1867)の指導を受けた。
1839年夏に結核を発症し、ナポリに近いイスキア島に移って療養した後、ナポリ、ヴェネツィアとフィレンツェなどを旅して、初期は宗教的なテーマの絵を描いた。
ピルの最も有名な作品である『ラ・マルセイエーズを披露する(作曲者の)クロード＝ジョゼフ・ルジェ・ド・リール大尉』は1849年に完成した。1854年から1855年の間、クリミア戦争に従軍して、軍事的なテーマを描くようになった。父親が仕えていた、将軍ニコラ・ウディノなどの肖像画も描いた。
1860年頃は騎乗姿の人物画を得意とした画家のアルフレッド・ド・ドルーとスタジオを共有していた。1867年のパリ万国博覧会にも出展した。1863年から1875年の間、パリのエコール・デ・ボザールの教授を務めた。アルジェリアも旅し作品を残した。
1867年に芸術アカデミーの会員に選ばれ、レジオンドヌール勲章（オフィシエ）を受勲した。

## イジドール・ピルスの教えた画家たち(一部)
- ルドヴィック・ピエト (1826-1878）
- ジョルジュ・クレラン (1843-1919)
- Paul Mathey (1844-1929)
- リュック＝オリヴィエ・メルソン (1846-1920)
- レオン・シューブラック (1847-1885)
- エドゥアール・トゥードゥーズ (1848-1907)
- メドニャーンスキ・ラースロー (1852-1919)
- ジョルジュ・ロージェ (1853-1937)
- ノルベール・グヌット(1854-1894)
- ヤン・ロセン (1854 -1936)
- フラン＝ラミ (1855-1919)

## 作品

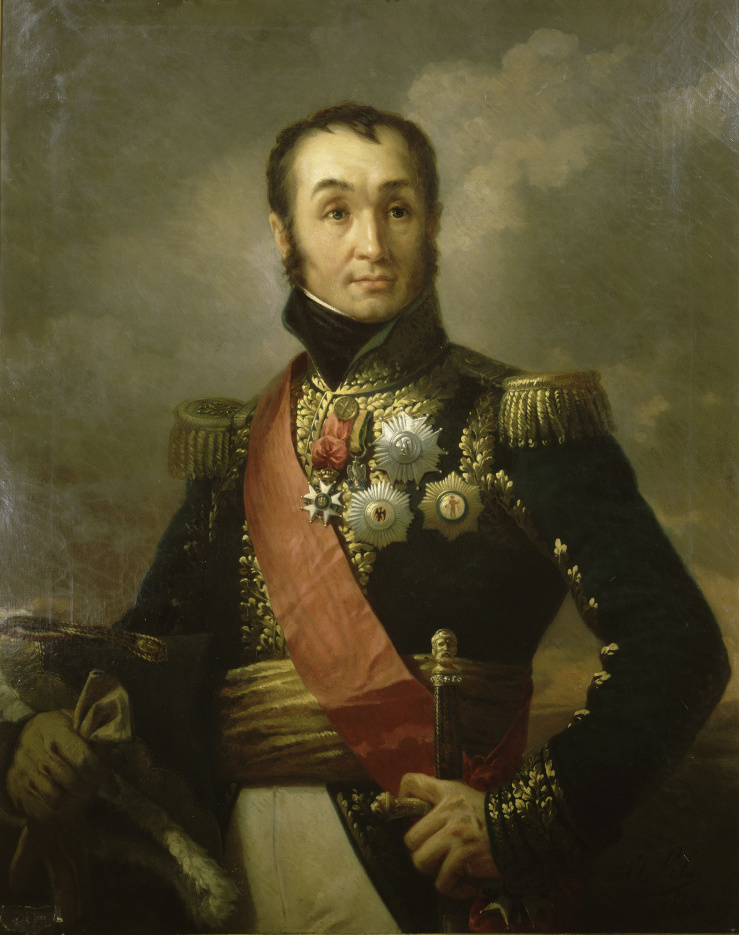
「将軍ニコラ・ウディノ」
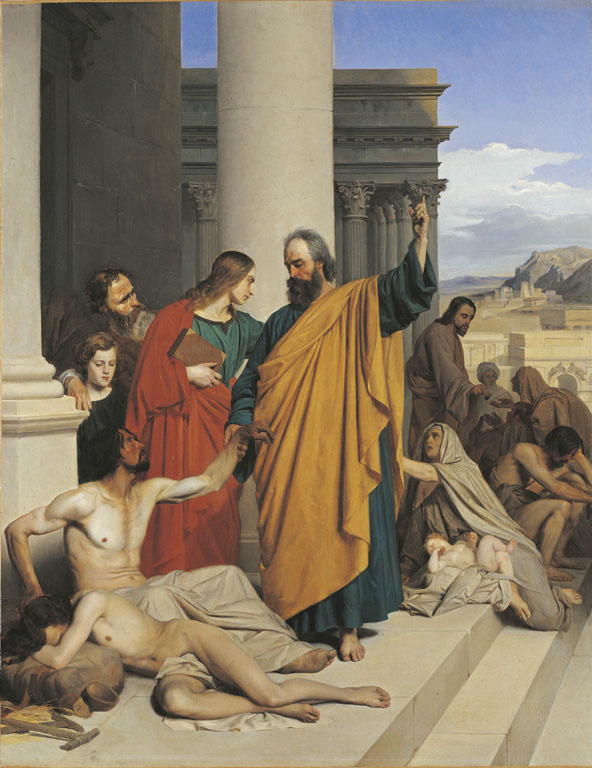
「治療を行う聖ペテロ」
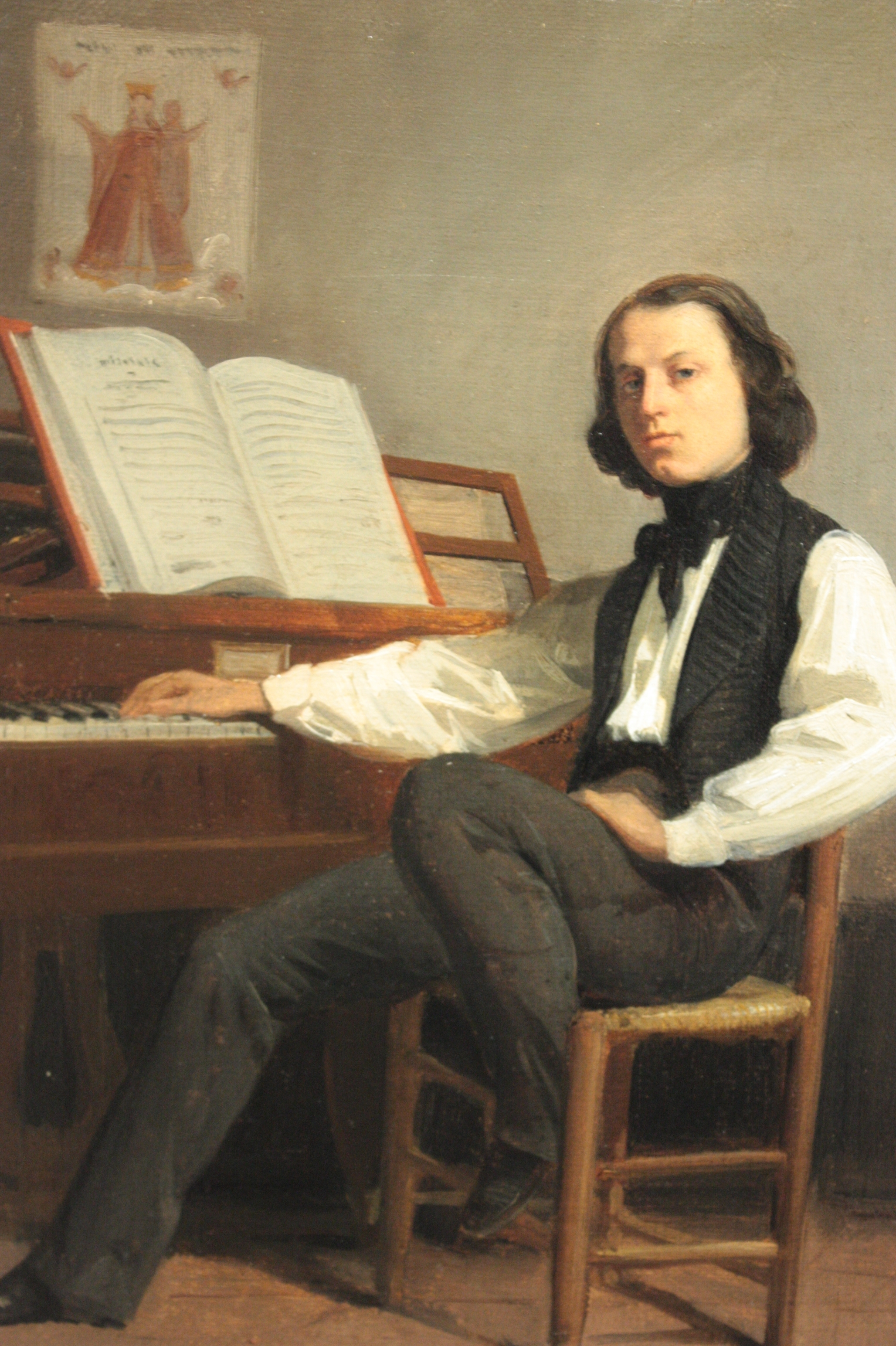
「作曲家ジョルジュ・ブスケの肖像」
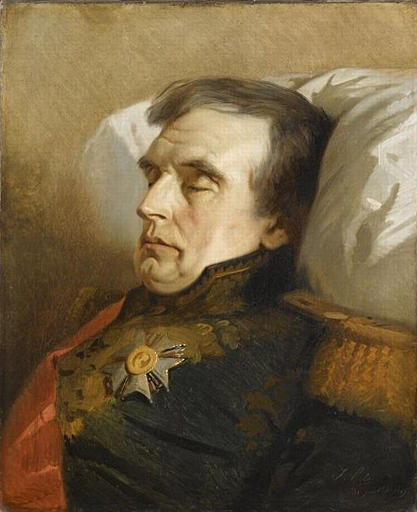
「死の床のモリトール元帥」